# Instituto Sacatar
O Instituto Sacatar reúne pessoas de todos os países e das mais variadas disciplinas criativas em um ambiente que transpõe barreiras nacionais, promovendo uma experiência de maior compreensão intercultural.

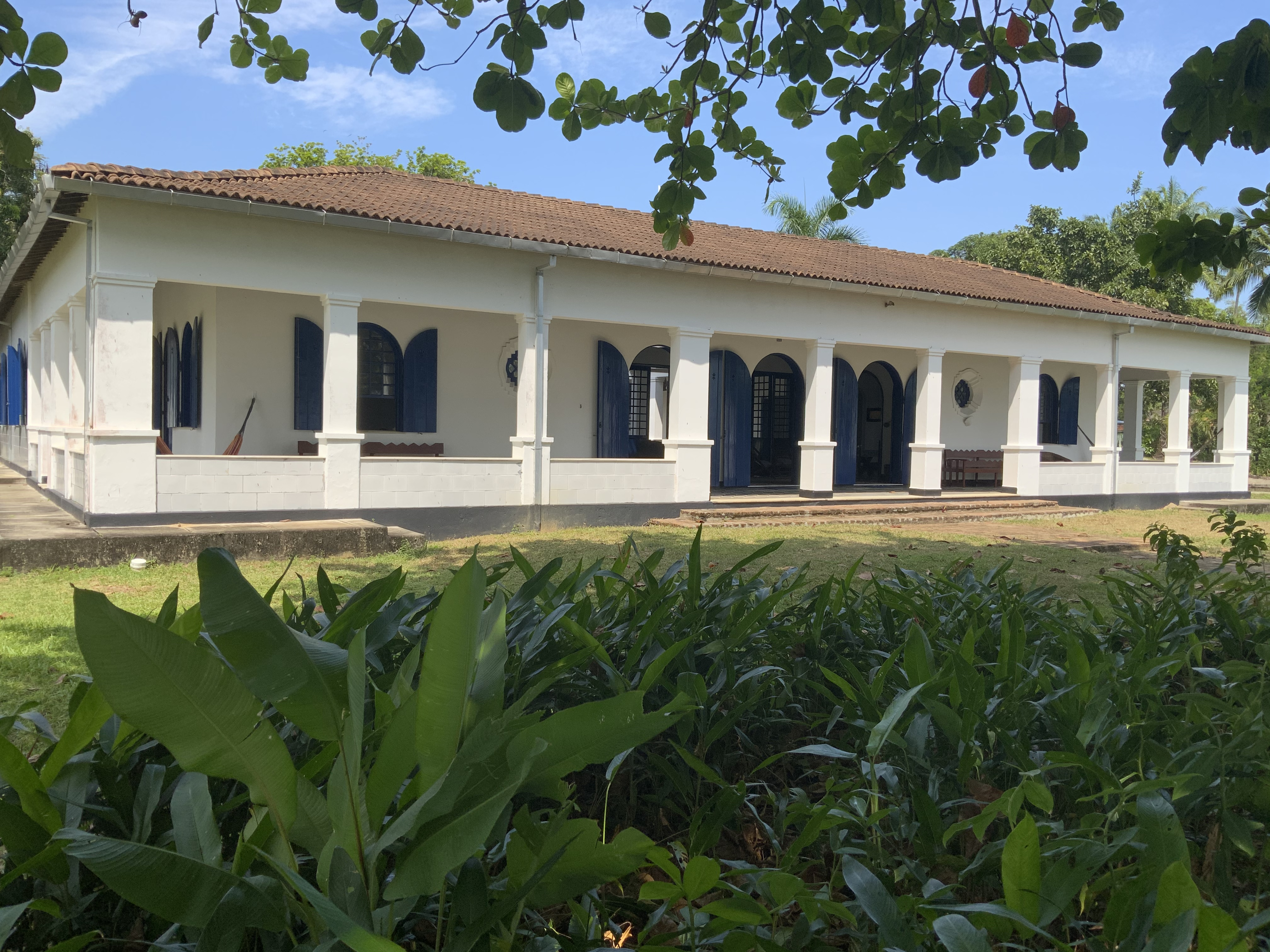

Através do Instituto Sacatar, que está localizado na Ilha de Itaparica, Bahia, Brasil, a Sacatar Foundation oferece bolsas de residência artística para profissionais de todas as nacionalidades, idades e disciplinas criativas. Durante as oito semanas da sessão de residência, os artistas do Sacatar são estimulados, através de sua arte,  a se envolver com a comunidade baiana, potencializando o intercâmbio cultural, cujos resultados são compartilhados através de programas públicos locais e internacionais. Desde a sua criação em 2001, o Instituto Sacatar já recebeu mais de 450 artistas residentes de setenta países, e participou como parceiro de centenas de programas comunitários na Bahia e no exterior.
Por que a Bahia? A Bahia personifica uma cultura dinâmica, em constante evolução, e intimamente ligada ao seu ambiente natural, onde as tradições e histórias indígenas, africanas e europeias encontram-se em uma polinização rica e plural. Local da maior festa de Carnaval do mundo e ponto de desembarque forçado de mais de um terço de todos os escravos sequestrados da África, a Bahia é um marco da diáspora africana nas Américas. A forte ligação com as culturas da África Ocidental permanece e faz parte de cada aspecto da vida diária baiana. A Bahia contemporânea – nascida destas histórias violentas e distintas – é, portanto, um local de imensa e contínua produção cultural, exploração e celebração. A cultura baiana, muito influenciada pela beleza profunda do seu ambiente natural, agrega sem medo as influências globais, reinterpretando-as em seus próprios termos na sua peculiar expressão cultural. Inserido nesse universo, o Instituto Sacatar provoca seus residentes a experimentar, se envolver e criar, inspirados por essas diferenças culturais.
O Sacatar é generosamente apoiado por instituições públicas e privadas, empresas e agências governamentais, como também por pessoas como você. Agradecemos o seu apoio e o seu compromisso com os ideais deste intercâmbio cultural, promovidos através da Sacatar Foundation e seus programas.
Na ilha de Itaparica a Sacatar Foundation apoia o Instituto Sacatar, uma entidade brasileira sem fins lucrativos que promove, em uma propriedade histórica à beira-mar, um programa de residência artística que oferece sessões de oito semanas de duração para as quais pessoas criativas de todas as disciplinas podem se candidatar.   Estas residências proporcionam tempo livre e espaço para os artistas selecionados desenvolverem novos trabalhos no vibrante ambiente cultural baiano. Escolhidos através de um concorrido processo seletivo aberto a todos, os artistas selecionados recebem um quarto privativo com banheiro, um estúdio adequado a sua disciplina, serviço de lavanderia, alimentação (exceto aos sábados à noite, domingos e feriados), bem como apoio logístico durante a sua estada.

Dentro de uma comunidade maior a Sacatar Foundation interage com indivíduos, organizações comunitárias, escolas, museus, bibliotecas e outras organizações culturais para apresentar programas públicos, performances e oportunidades educacionais no Brasil e em todo o mundo. Conversas e colaborações que começam na Bahia atravessam oceanos e continentes para encontrar novos públicos.